# Atwood (cratera)
Atwood é uma pequena  cratera da Lua que está localizada na  Fecunditatis Mare, no noroeste da cratera proeminente  Langrenus. A cratera forma uma tripla formação com a cratera Naonobu anexada à borda norte, e à Bilharz perto da borda oeste. Todos as três foram crateras satélite de Langrenus antes de ser rebaptizada pela UAI. (Atwood foi anteriormente designada Langrenus K).
Atwood fica perto da borda da fronteira exterior de Langrenus e forma de pequenas elevações na sua fronteira a Sul. No interior da cratera há um pico central de baixa elevação que se junta a uma linha de cumeada até a borda norte da cratera.

### Obras em língua portuguesa
- Freitas Mourão, Ronaldo Rogério de (2008). Dicionário Enciclopédico de Astronomia e Astronáutica. Lexicon. ISBN 9788586368356

### Obras em língua inglesa
- Andersson, L. E.; Whitaker, E. A., (1982). NASA Catalogue of Lunar Nomenclature. [S.l.]: NASA RP-1097
- Blue, Jennifer (25 de julho de 2007). «Gazetteer of Planetary Nomenclature». USGS. Consultado em 5 de agosto de 2007
- B. Bussey; P. Spudis (2004). The Clementine Atlas of the Moon. New York: Cambridge University Press. ISBN 0-521-81528-2
- Cocks, Elijah E.; Cocks, Josiah C. (1995). Who's Who on the Moon: A Biographical Dictionary of Lunar Nomenclature. [S.l.]: Tudor Publishers. ISBN 0-936389-27-3
- McDowell, Jonathan (15 de julho de 2007). Lunar Nomenclature (Relatório). Jonathan's Space Report. Consultado em 24 de outubro de 2007
- Menzel, D. H.; Minnaert, M.; Levin, B.; Dollfus, A.; Bell, B. (1971). «Report on Lunar Nomenclature by The Working Group of Commission 17 of the IAU». Space Science Reviews. 12. 136 páginas
- Moore, Patrick (2001). On the Moon. [S.l.]: Sterling Publishing Co. ISBN 0-304-35469-4
- Price, Fred W. (1988). The Moon Observer's Handbook. [S.l.]: Cambridge University Press. ISBN 0521335000
- Rükl, Antonín (1990). Atlas of the Moon. [S.l.]: Kalmbach Books. ISBN 0-913135-17-8
- Webb, Rev. T. W. (1962). Celestial Objects for Common Telescopes 6th revision ed. [S.l.]: Dover. ISBN 0-486-20917-2
- Whitaker, Ewen A. (1999). Mapping and Naming the Moon. [S.l.]: Cambridge University Press. ISBN 0-521-62248-4
- Wlasuk, Peter T. (2000). Observing the Moon. [S.l.]: Springer. ISBN 1852331933